# Tarde de domingo (película de 1960)
Tarde de domingo es un mediometraje dramático español dirigido por Basilio Martín Patino. Fue su práctica final de carrera en la Escuela Oficial de Cine.

## Argumento
Una tarde de un domingo cualquiera, una joven de clase media pasa la tarde sola en su casa de Madrid, atendiendo a sus quehaceres y observando la vida que transcurre en la plaza ubicada frente a su balcón.

## Localizaciones
Se rodó en la madrileña plaza de Barceló.